# کسوئندا
کسوئندا (به اسپانیایی: Cosuenda) یک دهستان در اسپانیا است که در استان ساراگوسا واقع شده‌است. کسوئندا ۳۱ کیلومتر مربع مساحت و ۳۹۲ نفر جمعیت دارد و ۶۱۶ متر بالاتر از سطح دریا واقع شده‌است.